# Усть-Тосненська операція
Усть-Тосненська операція — одна з наступальних операцій військ Ленінградського фронту; складова частина битви за Ленінград, що відбувалася з 19 серпня по 7 вересня 1942 року.

## Фронтове становище та задум операції
Літом 1942 року становище на Ленінградському фронті ставало все напруженішим, 27 липня Адольф Гітлер підписує директиву про необхідність зайняття Ленінграду до вересня того року. Для здійснення цього завдання Група армій «Північ», котрою командував генерал-фельдмаршал Георг фон Кюхлер, посилюється переведеною з-під Севастополя 11-ю армією генерал-фельдмаршала Манштейна та важкою артилерією. Розбиття радянської оборони планувалося на дільниці Ленінградського фронту Колпіно — Усть-Тосно.
Радянське керівництво рахувало неминучою спробу штурму Ленінграду літом 1942 року — в СРСР побутувала версія, що було викрито план підготування до німецького наступу; хоча ряд дослідників вважають, що, насправді, це відбулося пізніше.
Радянську наступальну операцію в Усть-Тосно здійснювала 55-та армія (командувач — генерал Володимир Свиридов). 15-17 серпня здійснювалися відволікаючі удари в долині Великої Іжорки. Відповідно до задуму, ця операція тісно сполучалася з Синявінською наступальною операцією, що з 27 серпня здійснював Волховський фронт. Загалом для операції виділялося 5 стрілецьких дивізій, окремий танковий батальйон, значне артилерійське та мінометне посилення та протиповітряні сили фронту. В ніч з 15 на 16 серпня полк СС був атакований значними піхотними силами без артилерійської підготовки, атака була відбита, полонені оповіли, що на 5-ту ранку має бути ще одна. Від 5-ї до 9-ї ранку на Великій Іжорці відбулися 2 радянські атаки, які були відбиті, в тому ж часі відбувалися атаки на Жовтневу залізницю, теж були відбиті, з радянського боку було 300 загиблих.
З німецького боку під Усть-Тосно оборону тримала 121-ша піхотна дивізія, оборонні споруди були багатоешелонними, де була велика кількість дотів, укріплених вогневих точок, мінних полів.
Села Усть-Тосно та Івановське (згодом увійшло до складу міста Отрадне), котрі були розділені річкою Тосна, були перетворені в великий укріплений район, де була створена потужна система артилерійського та кулеметного вогню.

## Перебіг бойових дій
18 серпня німецькі розвідники помітили рух радянських сил на лінію фронту біля річки Тосна; 12-та танкова дивізія, котра рухалася на Мгу, залишена в Сабліно.
19 серпня радянські війська переходять до наступу, 268-ма стрілецька дивізія (командував генерал-майор Семен Донсков) після проведення артилерійської підготовки за підтримки авіації та кораблів — есмінець та канонерські човни з Неви — займають Усть-Тосно, форсують Тосну біля її гирла та займають один з мостів через річку. В часі бою, ближче до 13-ї години, з правого берега Неви під обстрілом противника на артилерійських катерах в Івановському висаджується перша хвиля Усть-Тосненського десанту, згодом — друга хвиля.
До середини дня 19 серпня радянські атаки за підтримки штурмовиків Іл-2 та 8 канонерських човнів досягли того, що була прорвана перша німецька лінія оборони, зайняли Усть-Тосно та частину Івановського. У другій половині дня нацистські сили зуміли зупинити подальше просування радянських сил, котрі рухалися вздовж річки Святки до Жовтневої залізниці та починають безперервні контратаки з підтримкою авіації й артилерії, також до бою було введено підрозділи 12-ї танкової дивізії, котрою командував Вальтер Вессель. Після цього радянські частини були частково витіснені з Усть-Тосно, однак утримали плацдарм на південному березі Неви біля Івановського, котрий сягав лише 600 метрів у глибину на 1 кілометр по фронту. Втрати 268-ї стрілецької дивізії були величезними — за перший день боїв 952-й стрілецький полк (командир — Олександр Клюканов) втратив 70 % особового складу, 942-й стрілецький полк, котрим командував підполковник Владислав Козино — до 60 % вбитими та пораненими. Однак плацдарм радянські війська втримали у часі безперервних боїв, при яких було розбито обстрілом до 30 човнів, на яких підвозили набої.
Постачання зайнятого плацдарму покладалося на Ленінградську військово-морську базу. За час проведення операції кораблі евакуювали понад 2000 поранених та довезли на плацдарм близько 5000 бійців поповнення, 14 гармат, 13 мінометів, 1 танк, над 20 тон набоїв та харчування. Перевезення здійснювалися при сильній авіаційній та артилерійській протидії, при цьому було втрачено 11 катерів. Підтримуючи дії десанту, морська артилерія здійснила понад 350 стрідьб, вистрілявши близько 4000 снарядів, авіація флоту здійснила близько 300 вильотів.
25 серпня радянські війська здійснили спробу переламати хід операції — до бою вводиться 136-та стрілецька дивізія — командував генерал-майор Микола Симоняк — атакує нацистів біля Усть-Тосно. Однак цей удар дивізії був одиночним та досить легко зупинений німецькими силами.
26 серпня радянські війська змогли пробитися до залізничної станції Пелла.
27 серпня починається наступ Волховського фронту від Гайтолово, німецьке керівництво з-під Тосни відводить піхотний полк, підрозділи 12-ї танкової дивізії та протитанкові гармати.
Нацисти не перестали намагатися скинути радянські війська в Неву та 3 вересня переходять до наступу — вводяться до бою 4-та поліційна гренадерська дивізія СС, командир — Альфред Вюнненберг, та 5-та гірсько-піхотна дивізія, керував Юліус Рінгель. 4 вересня виснажені підрозділи 268-ї дивізії на Івановському плацдармі заміняються терміново перекинутою на цю ділянку 136-ю стрілецькою дивізією; ціною великих зусиль та втрат захоплений плацдарм був втриманий.
До 7 вересня обидві сторони переходять до оборони, тим часом німецьке керівництво перекидало війська на напрям удару Волховського фронту. Радянське керівництво задіяло план форсування Неви біля Невської Дубровки — відбувався 9-12 вересня, закінчився невдачею.

## Оперативні наслідки операції та втрати
Досягненням операції стало захоплення села Усть-Тосно та тактичного плацдарму біля села Івановське. Загалом операція призвела до виснаження нацистських сил — при значно більших радянських втратах — та відмови німецького керівництва від штурму Ленінграду в 1942 році. Однак величина радянських втрат була надто високою — за 3 тижні боїв втрати Червоної армії на кількох квадратних кілометрах, де здійснювався наступ, було вбито та поранено 20800 червоноармійців — дані зі статті Ф. Хуземана «На Тосні» в книзі «Забороло на річці Тосні». Точні дані про німецькі втрати невідомі, однак вони значно менші радянських; відомо, що втрати нацистів 23 серпня склали близько 100 вбитими та 212 пораненими.
Надалі у радянській історіографії операція практично не згадувалася.
Командувач Ленінградського фронту Л. А. Говоров, незадоволений діями керівництва 55-ї армії в перебігу операції, видав наказ за її результатами, у якому перераховувалися недоліки та прорахування, цей наказ цитувався в книзі В. В. Бешанова «Ленінградська оборона».
Головними причинами невдачі операції називалися безпечність та безграмотність керівництва Військового штабу та ради армії, командирів та штабів дивізій в організації та проведенні тактичної розвідки сил противника, через що — згідно з наказом — ні перед боєм, ні в перебігу його ані командарм ані командири дивізій не знали сил противника.
В часі з 6 по 9 вересня 55-та армія втратила вбитими та пораненими 3800 людей.
1997 року на території заводу «Ленспиртстрой» були знайдені останки солдатів, там відбулося перезахоронення і встановлено меморіал; в братській могилі поховано 300 осіб, на меморіальній дошці 499 фамілій.